# Tempesta sul golfo
Tempesta sul golfo è un film del 1943 diretto da Gennaro Righelli.

## Distribuzione
Il film fu distribuito nelle sale cinematografiche italiane il 13 marzo del 1943.

## Collegamenti esterni

Anneliese Uhlig e Adriana Benetti in una foto di scena del film